# Chloe Dalton
Chloe Elysha Dalton (Singapore, 11 luglio 1993) è una multisportiva australiana attiva in pallacanestro, football australiano, rugby VII e a XV.

## Biografia
Nativa di Singapore ma cresciuta in Australia fin dai tre anni, iniziò nello sport praticando la pallacanestro, ma a 21 anni decise di passare al rugby seguendo la vocazione di famiglia (suo padre era presidente di club e i suoi due fratelli giocavano); essendo digiuna di tattica e placcaggio, chiese ai suoi fratelli di allenarla.
Esordì nell'Australia a VII nelle World Sevens 2015 a Dubai e vinse quelle del 2016, oltre che la medaglia olimpica della specialità a Rio de Janeiro nel 2016.
Dal 2017 gioca nel campionato femminile di football australiano.